# توم جوردن
توم جوردن (بالإنجليزية: Tom Jordan)‏ (24 مايو 1981 بمانشستر في المملكة المتحدة - ) هو لاعب كرة قدم بريطاني في مركز الدفاع. لعب مع فوريست غرين ونادي بريستول سيتي ونادي ساوثيند يونايتد ونادي تاموورث وهافانت أند ووترلوفيل وEastleigh F.C. ‏ وWeston-super-Mare A.F.C. ‏ وساتون يونايتد.

## وصلات خارجية
- توم جوردن على موقع قاعدة بيانات كرة القدم.إي يو (الإنجليزية)
- توم جوردن على موقع Soccerbase.com (لاعب) (الإنجليزية)